# نبرد کارابوبو
نبرد کارابوبو (به انگلیسی: Battle of Carabobo)، در ۲۴ ژوئن ۱۸۲۱، بین مبارزان استقلال به رهبری ژنرال ونزوئلا سیمون بولیوار و نیروهای سلطنتی به رهبری مارشال اسپانیایی میگول دو لا توره انجام شد. پیروزی قاطع بولیوار در کارابوبو منجر به استقلال ونزوئلا و تأسیس جمهوری گرن کلمبیا شد.